# 薛播
薛播（？—787年），河中府宝鼎县（今山西省河津市西南）人，唐朝大臣。
薛播是中书舍人薛文思的曾孙。父亲薛元晖，官至什邡令，因薛播赠工部郎中。薛播年幼时为孤儿，受伯母林氏训导。林氏，济南人，是薛播伯父隰城丞薛元暧之妻，丹阳太守林洋之妹，有母仪令德，博涉《五经》，善于写文章，所作篇章，时人多讽咏。薛元暧去世后，其子薛彦辅、薛彦国、薛彦伟、薛彦云及薛播和他哥哥薛据、薛摠早孤幼，都是被林氏所训导，长大后，都以文学知名。开元、天宝二十年间，薛彦辅、薛据等七人并举进士，连中科名。天宝年间薛播举进士，初为校书郎，历任万年县丞、武功令、殿中侍御史、刑部员外郎、万年令。薛播性情温敏，善与人交际，李栖筠、常衮、崔祐甫都推荐提拔过他。崔祐甫辅政，以他为中书舍人。出任汝州刺史，因公事贬泉州刺史。后来担任晋州刺史，河南尹，迁尚书左丞，转礼部侍郎。得病，贞元三年卒，赠礼部尚书。其子薛公达。

## 延伸阅读
[在维基数据编辑]
 《舊唐書·卷146》，出自刘昫《舊唐書》
 《新唐書·卷159》，出自《新唐書》